# سازمان میراث فرهنگی، صنایع دستی و گردشگری

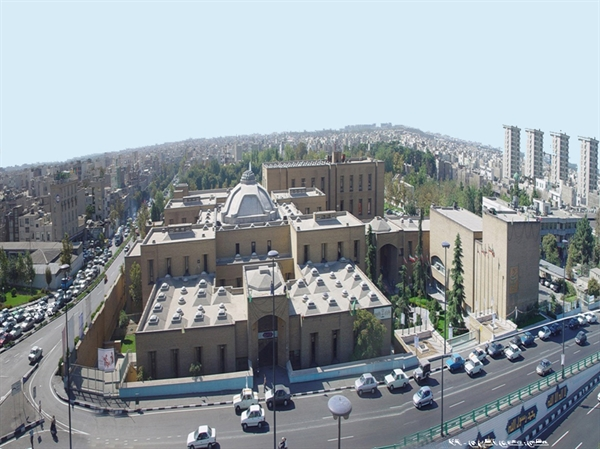
تصویر ساختمان مرکزی سازمان میراث فرهنگی، صنایع دستی و گردشگری

سازمان میراث فرهنگی، صنایع دستی  و گردشگری یک سازمان منحل‌شده در ایران است که در فاصله‌ی سال‌های ۱۳۸۲ تا ۱۳۹۸ خورشیدی به ریاست معاون رئیس‌جمهور در زمینه‌های مربوط به آثار تاریخی و باستانی و صنایع دستی و گردشگری فعالیت می‌کرد. در تاریخ ۱۴ مرداد ۱۳۹۸ شورای نگهبان با طرح مجلس شورای اسلامی مبنی بر تبدیل این سازمان به وزارت‌خانه موافقت نموده و وزارت میراث فرهنگی، گردشگری و صنایع دستی شکل گرفت.

## پیشینه

### میراث فرهنگی در ایران[۲][۳]
ایران به سبب موقعیت جغرافیایی و بیش از هفت هزار سال تمدن و فرهنگ و نیز تنوع فرهنگی در جغرافیای زیستی خود، یکی از شاخص‌ترین کشورها در حوزه میراث فرهنگی بشری است.
تا پیش از انقلاب مشروطیت، هیچ قانونی برای میراث فرهنگی تدوین نشده بود و «میراث فرهنگی» در افکار عمومی هیچ منزلتی نداشت. آشنایی ناصرالدین شاه در سفر به فرنگ با موزه‌ها و بناهای تاریخی، تأثیر بسیاری بر او گذاشت. وی بعد از بازگشت از نخستین سفر فرنگ در سال ۱۲۹۰ ق، دستور داد تا در ارگ سلطنتی موزه‌ای ایجاد کنند. این موزه را باید اولین موزه سلطنتی و دولتی دانست. این موزه در مقایسه با موزه‌های اروپایی، جذابیتی برای او نداشت، دستور داد برای موزه جدید، عمارت قدیمی سمت شمال باغ گلستان را خراب و به جای آن مکانی مناسب برای موزه بسازند. بدین ترتیب تالار موزه، سرسرا، حوض خانه و ملحقات دیگر را ساختند. این ساختمان در سال ۱۲۹۹ ق به نام تالار سلام یا تالار تاج‌گذاری به اتمام رسید. اعتماد السلطنه دربارهٔ آثار این موزه می‌نویسد: «موزه همایونی مشحون از جواهرات گران‌بها، ظرایف نفایس اشیاء و آثار علمیه و مهمات حربیه قدیمیه و آلات و ادوات متنوعه و مصنوعات ازمنه سالفه و تمثیل نگارنده‌های بی‌مثل روزگار و پرده‌های نقاشی‌های مشهور و حاصل صناعی کارخانه‌های معروف و ظروف چینی و بلور آلات، مسکوکات قدیمیه با ضرب سلاطین معظم ایرانی و غیره» است. در سال ۱۳۱۶ ش، بخش عمده‌ای از آثار این موزه در زمان پهلوی اول به خزانه بانک ملی انتقال داده شد.
در زمان مظفرالدین شاه، با بازگشت دانش‌آموخته گان ایرانی از فرنگ، در سال ۱۲۷۶ ش «انجمن معارف» برای گسترش آموزش و پرورش به شیوه جدید تأسیس شد. این امر در گسترش فرهنگ تأثیر بسزایی گذاشت و دانش‌آموزان ایرانی با تاریخ سرزمین خود آشنا شدند.
در دوره مشروطیت نام وزارت علوم به «وزارت معارف» تغییر یافت. در سال ۱۲۸۹ ش مجلس شورا «قانون اداری وزارت معارف و اوقاف و صنایع مستظرفه» را تصویب کرد.
بعد از انقلاب مشروطیت نام وزارت علوم به «وزارت معارف و اوقاف و صنایع مستظرفه» تغییر یافت و مجلس شورا «قانون اداری وزارت معارف و اوقاف و صنایع مستظرفه» را تصویب کرد.
در سال ۱۲۸۸ ش مرتضی قلی خان صنیع الدوله به ریاست وزارت معارف و اوقاف منصوب شد. او نخستین کسی بود که در صدر مشروطیت به فکر تأسیس اداره‌ای با نام اداره عتیقات جهت سرو سامان دادن به وضع اسفناک حفریات تجاری و آنچه از این راه نصیب دولت می‌شد، افتاد. ایام ریاست وی هم‌زمان بود با کاوش‌های دومورگان فرانسوی در شوش. اندیشه‌های صنیع الدوله اما سرانجامی نیافت تا در زمان وزارت مرتضی‌خان ممتازالملک و ابراهیم حکیمی در سال‌های ۱۲۹۵ و ۱۲۹۷ ش اداره عتیقات یا باستان‌شناسی در ساختمان قدیم اداره معارف در شمال مدرسه دارالفنون زیر نظر ایرج میرزا جلال الملک تأسیس شد و نام موزه ملی به خود گرفت. در این موزه نمایشگاهی با ۲۷۰قلم شیء به نمایش گذاشته شد. در زمان پهلوی اول بعد از خرید ساختمان‌های عمارت مسعودیه برای وزارت معارف در سال ۱۳۰۴، آثار موزهٔ ملی به تالار آیینه عمارت مسعودیه انتقال داده شد.
در سال ۱۳۰۴ به همت تعدادی از رجال فرهنگی، انجمن آثار ملی شکل گرفت و اساسنامه آن منتشر گردید. بر اساس مواد این اساسنامه دولت وقت در ۲۵ مهر ۱۳۰۶، آندره گدار فرانسوی را به عنوان مدیر باستان‌شناسی در ایران استخدام کرد. او در سال ۱۳۰۸ در ایران شروع به کار کرد. در ۱۲ آبان ۱۳۰۹ قانون عتیقات به تصویب مجلس رسید. بر اساس ماده اول این قانون، کلیه آثار و ابنیه تا پایان دوره سلسله زندیه اعم از آثار منقول و غیرمنقول، جزو آثار ملی محسوب می‌شوند. بر اساس همین قانون باید بخشی از آثار مکشوفه در حفاری‌های علمی و تجاری در موزه نگهداری شوند. در زمان وزارت علی اصغر حکمت، تأسیس موزه‌ای در تهران در میدان مشق به تصویب رسید و در سال ۱۳۱۳ ش، نقشه بنای موزه ایران باستان توسط آندره گدار آماده و در نهایت موزه ایران باستان در سال ۱۳۱۶ش ساخته و افتتاح شد.
در سال ۱۳۴۳ وزارت فرهنگ و هنر تأسیس و مدیریت‌های مختلفی در قلمرو میراث فرهنگی همچون اداره کل موزه‌ها، مرکز باستان‌شناسی ایران، دفتر آثار تاریخی، اداره کل موزه‌های سنتی، موزه ایران باستان، اداره کل بناهای تاریخی، سازمان حفاظت از آثار باستانی و… تشکیل شد.

#### پیروزی انقلاب اسلامی و انحلال وزارت فرهنگ و هنر[۲][۳]
با پیروزی انقلاب اسلامی، وزارت فرهنگ و هنر منحل و برخی از وظایف این وزارتخانه که مأموریت‌های میراث فرهنگی داشتند به دو وزارتخانه انتقال داده شد؛ وزارت فرهنگ و آموزش عالی و وزارت فرهنگ و ارشاد اسلامی.
با توجه به فروپاشی حکومت سلطنتی، کاخ‌های سلطنتی به عنوان مراکز فرهنگی اعلام شدند. کارشناسان آثار تاریخی بر آن شدند تا با ثبت و ساماندهی آثار فرهنگی موجود در کاخ‌ها، درهای آن را به روی مردم بگشایند.
واحدهای انتقال داده شده از وزارت فرهنگ و هنر به دو وزارتخانه بدین شرح است؛ 
- وزارت فرهنگ و آموزش عالی
- اداره کل هنرهای سنتی
- مرکز باستان‌شناسی ایران
- مرکز موزه مردمشناسی
- موزه ایران باستان
- دفتر آثار تاریخی
- سازمان ملی حفاظت از آثار باستانی
- وزارت فرهنگ و ارشاد اسلامی
  - اداره حفاظت میراث فرهنگی شهرستان‌ها
  - اداره کل موزه‌ها
  - اداره کل بناهای تاریخی
  - اداره کل کاخ‌ها

در این دوره کاخ گلستان که پیش از انقلاب به اداره کل بیوتات سلطنتی تعلق داشت، به مرکز فرهنگی تبدیل و زیر نظر امور اقتصادی و دارایی قرار گرفت.

#### تشکیل سازمان میراث فرهنگی کشور
در تاریخ ۱۰/۱۱/۱۳۶۴ به موجب قانون، سازمان میراث فرهنگی شکل گرفت. براساس این قانون، به وزارت فرهنگ و آموزش عالی اجازه داده شد تا از ادغام ۱۱ واحد پراکنده در وزارت فرهنگ و ارشاد اسلامی و نیز وزارت فرهنگ و آموزش عالی، سازمان میراث فرهنگی را به صورت سازمانی وابسته به خود تشکیل دهد. این قانون در روز پنجشنبه دهم بهمن ماه ۱۳۶۴در مجلس شورای اسلامی تصویب و در تاریخ ۱۲ بهمن ۱۳۶۴ به تأیید شورای نگهبان رسید.

### تاریخچه تشکیلات دولتی گردشگری ایران
اندیشهٔ بهره‌گیری از قابلیت‌های صنعت گردشگری در حوزه سازمان‌های دولتی ایران، از سابقه زیادی برخوردار است. در طول بیش از هفت دهه ساماندهی به این صنعت با تشکیل اداره‌های مختلف شروع شده و سپس به سازمان ارتقاء یافته و این ترفیع تا سطح وزارتخانه پیش رفته‌است. در پی انقلاب ایران (۱۳۵۷) دچار رکود شده و دوباره به سازمان تنزل یافته که پس از مدتی طولانی در سطحی قابل قبول در حوزه سازمان‌های نهاد ریاست جمهوری قرار گرفته‌است.

#### اداره جلب سیاحان خارجی و تبلیغات (۱۳۱۴)
در سال ۱۳۱۴، دولت وقت با هدف جلب سیاحان و شناساندن مفاخر و تمدن کهن ایران به خارجیان اقدام به تأسیس اداره‌ای به نام «اداره جلب سیاحان خارجی و تبلیغات» در بدنه وزارت داخله (کشور) نمود.

#### شورای جهانگردی (۱۳۲۰)
در سال ۱۳۲۰ شورایی به نام «شورای جهانگردی» در داخل وزارت کشور توسط اداره سیاسی این وزارتخانه تأسیس شد که هفته‌ای یکبار تشکیل جلسه می‌داد.

#### اداره امور جهانگردی (۱۳۳۳)
در سال ۱۳۳۳ با توجه به اهمیت روزافزون جنبه‌های اقتصادی و تحکیم مبانی حسن تفاهم میان مردم کشورهای مختلف که مورد توجه دولت وقت قرار گرفت در وزارت کشور اداره‌ای به نام «اداره امور جهانگردی» تأسیس شد. این اداره طی دوره جدید فعالیت خود، موفق به انجام خدمات زیربنایی چندی در زمینه‌های مختلف توسعه گردشگری کشور شد که از آن جمله پیشنهاد تهیه قوانینی مربوط به ورود و خروج اتباع بیگانه را نام برد.

#### شورای عالی جهانگردی (۱۳۴۰)
به دنبال آن در سال ۱۳۴۰ شورایی به نام «شورای جهانگردی» در اداره امور جهانگردی وزارت کشور با ترکیب ۱۲ نفر از نمایندگان وزارتخانه‌ها و مؤسسات دولتی به علاوه سه نفر از افراد صاحب‌نظر و مطلع در امر جهانگردی تأسیس گردید. حسب تصویب‌نامه هیئت وزیران وقت، این شورا وظیفه تعیین خط و مشی و برنامه‌های اجرایی اداره امور جهانگردی وزارت کشور را در سطح عالی نظارت بر عهده گرفت.

#### سازمان جلب سیاحان (۱۳۴۲)
در سال ۱۳۴۲ به دلیل سرعت رو به افزایش صنعت گردشگری و روی آوردن گردشگران خارجی برای مسافرت به ایران و توسعه مواصلات و ارتباطات کشور و همچنین برای هماهنگی و نظارت بر کلیه فعالیت‌های جهانگردی کشور، «سازمان جلب سیاحان» تأسیس شد و صنعت گردشگری رفته رفته جای خود را میان سایر صنایع کشور باز نمود. این سازمان زیر نظر مستقیم نخست‌وزیر بود و دارای شورایی با ترکیب وزارتخانه‌های اقتصاد، کشور، فرهنگ و هنر، سازمان برنامه و بودجه، کانون جهانگردی ایران و سه نفر صاحب‌نظر و مطلع به پیشنهاد سرپرست سازمان و تصویب نخست‌وزیر بود. اعضای این شورا به مدت ۲ سال انتخاب و به صورت افتخاری انجام وظیفه نموده و انتخاب مجدد آن‌ها بلامانع بود. همچنین جلسات آن هر ۲ ماه یکبار تشکیل می‌شد.
سرانجام سازمان جذب سیاحان همزمان با تأسیس سازمان ایرانگردی و جهانگردی درسال ۱۳۷۰شمسی درآن ادغام گردید.

#### وزارت اطلاعات و جهانگردی (۱۳۵۳)
در سال ۱۳۵۳ با الحاق سازمان جلب سیاحان در وزارت اطلاعات این وزارتخانه به عنوان «وزارت اطلاعات و جهانگردی» تغییر نام یافت و سیاستگذاری و هماهنگی امور جهانگردی کشور به معاونت‌ها و چند شرکت وابسته به این وزارتخانه واگذار گردید.

#### معاونت امور سیاحتی و زیارتی وزارت ارشاد اسلامی (۱۳۵۷)
با پیروزی انقلاب ایران (۱۳۵۷) در سال ۱۳۵۷، ابتدا وزارتخانه‌ای به نام «وزارت ارشاد ملی» از ادغام وزارت خانه‌های «اطلاعات و جهانگردی» و «فرهنگ و هنر» تشکیل شد که به سرعت به نام «وزارت ارشاد اسلامی» تغییر نام یافت و کلیه وظایف و مأموریت‌های مربوط به امور سیاحتی، زیارتی، ایرانگردی و جهانگردی در قالب «معاونت امور سیاحتی و زیارتی» در این وزارتخانه سازمان‌دهی شد.

#### سازمان ایرانگردی و جهانگردی (۱۳۷۰)
سپس به موجب مصوبه شورای عالی اداری کلیه وظایف و مأموریت‌هایی که در «معاونت امور سیاحتی و زیارتی» در وزارت ارشاد به «سازمان ایرانگردی و جهانگردی» منتقل شد تا در قالب سازمان به فعالیت خود ادامه دهد. این سازمان دارای یک شورای عالی به نام «شورای عالی ایرانگردی و جهانگردی» به موجب ماده ۲ قانون توسعه صنعت ایرانگردی و جهانگردی مصوب ۱۳۷۰ مجلس شورای اسلامی بود. این شورا با ترکیب ۷ وزیر به ریاست معاون اول رئیس‌جمهور و تعدادی افراد صاحب‌نظر و مطلع بدون حق رأی فعالیت خود را تا پایان سال ۸۲ با تشکیل ۱۳ جلسه (میانگین هر سال یکبار) ادامه داد و در این مدت حدود ۶۷ موضوع در این شورا طرح و مورد تصویب قرار گرفت.

#### جامعه راهنمایان ایرانگردی و جهانگردی
بعد از اتفاقات ۱۱ سپتامبر گردشگری ایران دچار رکود شدیدی شد و به همین دلیل راهنمایان گردشگری نیاز به اتحادیه با هدف تأمین امنیت کاری و آینده شغلی پیدا کردند و به همین دلیل با ایده امیر حسین اربابان غفوری در دیماه ۱۳۸۰ اولین کمیته رسمی راهنمایان ایرانگردی در زیر مجموعه سازمان ایرانگردی توسط دفتر هماهنگی با حضور ۱۰ نفر از راهنمایان منتخب دفتر هماهنگی شروع بکار کردند. در فروردین ۱۳۸۱ کمیته تصمیم گرفت که اقدام به تشکیل صنف راهنمایان نماید. پس از هماهنگی با دفتر هماهنگی سازمان ایرانگردی و جهانگردی و تدارک و تدوین اساسنامه اولین هیئت مؤسس تشکیل گردید. در دیماه ۱۳۸۱ با تشکیل اولین جلسه هماهنگی راهنمایان تصمیم به ادامه کار گرفته شد و در اسفندماه مجوز تشکیل جامعه راهنمایان ایرانگردی از طرف دفتر حقوقی سازمان صادر و در ۴ مرداد ۱۳۸۲ هیئت مؤسس اقدام به تشکیل اولین مجمع برای رای اعتماد به اساسنامه برگزار گردید. ۱۱۰ راهنما از ۱۳۵ نفر رای اعتماد به اساسنامه دادند. با رای اعتماد به اساسنامه هیئت مؤسس اقدام بر برگزاری انتخابات هیئت مدیره نمود. در اولین انتخابات از بین کاندیداهای حاضر ۹ نفر اصلی و ۲ نفر علی‌البدل و ۳ بازرس انتخاب شدند. این انتخابات با حضور نمایند ه سازمان ایرانگردی و جهانگردی آقای رحیم پور و نماینده دفتر هماهنگی آقای جمشیدی، رسمیت جلسه را مورد تأیید قرار دادند. از این رو جامعه راهنمایان به عنوان بدنه اصلی صنف راهنمایان زیر نظر سازمان ایرانگردی و جهانگردی وقت که زیر نظر وزارت ارشاد بود، شروع بکار کرد و در زمانی که معاونت امور سیاحتی و زیارتی به سازمان ایرانگردی و جهانگردی منتقل شد؛ جامعه راهنمایان نیز تحت نظر سازمان ایرانگردی و جهانگردی قدیم و سازمان میراث فرهنگی و گردشگری جدید قرار داده شد.

### تاریخچه صنایع‌دستی[۲][۳]
در اواخر قرن ۱۹ چند روحانی و تاجر مانند مجدالاسلام کرمانی، سیدجمال‌الدین واعظ اصفهانی، میرزا نصرالله ملک‌المتکلمین و محمد حسین کازرونی انجمنی برای پیشرفت مصرف تولیدات بومی در اصفهان افتتاح کردند. میرزا تقی‌خان امیرکبیر نیز تعدادی کارگاه محلی برای تولید لباس نظامی، پارچه، سرامیک، ظروف بلور، درشکه و لوازم مختلف خانگی احداث کرد. با این حال تا پیش از انقلاب مشروطیت هیچ قانونی دربارهٔ صنایع‌دستی تدوین نشد. در سال ۱۳۲۸ هجری قمری، مجلس شورا «قانون اداری وزارت معارف و اوقاف و صنایع مستظرفه» را تصویب کرد و بعد از انقلاب مشروطیت نام وزارت معارف به وزرات معارف و اوقاف و صنایع مستظرفه تغییر کرد. اما پس از آن دوباره همه چیز به دست فراموشی سپرده شد تا اینکه در سال ۱۳۴۷ شمسی با تصویب هیئت وزیران، مرکز صنایع‌دستی وابسته به وزارت اقتصاد وظیفه ساماندهی و هماهنگ نمودن وضعیت صنایع‌دستی کشور را به عهده گرفت.
در سال ۱۳۵۴ مرکز مذکور به دو بخش سازمان صنایع‌دستی و شرکت سهامی فروشگاه‌های صنایع‌دستی تقسیم و زیر نظر وزارت صنایع و معادن به فعالیت خود ادامه داد.
در سال ۱۳۶۰ مجدداً این دو بخش در یکدیگر ادغام و طبق اساسنامه جدید به صورت یک شرکت دولتی زیرنظر وزارت صنایع با عنوان سازمان صنایع‌دستی ایران قرار گرفت.
در دوران سازندگی در سال ۱۳۶۹ سازمان صنایع‌دستی فعالیت‌های خود را در قالب ۱۰ شرکت منطقه‌ای در سراسر کشور ساماندهی کرد و امور بازرگانی سازمان نیز به شرکت‌های مذکور محول گردید.
در سال ۱۳۷۶، ۹ شرکت منطقه‌ای منحل گردید و یک شرکت به نام شرکت بازرگانی صنایع‌دستی کلیه فعالیت‌های بازرگانی و سازمان را برعهده گرفت.
در سال ۱۳۸۳ قانون تأسیس سازمان صنایع‌دستی ایران به تصویب مجلس شورای اسلامی رسید و نهایتاً پس از دگرگونی‌های فراوان در سال ۱۳۸۵ به عنوان یکی از معاونت‌های سازمان میراث فرهنگی به این سازمان پیوست.

### ادغام سازمان ایرانگردی و جهانگردی و سازمان میراث فرهنگی[۲][۳]
چنان‌که گفته شد، سازمان میراث فرهنگی- براساس قانون، به وزارت فرهنگ و آموزش عالی سپرده شد. در سال ۱۳۷۲ شورای عالی اداری طی جلسه ۱۸/۱/۱۳۷۲ به پیشنهاد سازمان امور اداری و استخدامی کشور و به منظور هماهنگی و افزایش کارایی و اثربخشی سازمان میراث فرهنگی کشور و تمرکز در مدیریت دستگاه‌های فرهنگی، سازمان میراث فرهنگی کشور از وزارت فرهنگ و آموزش عالی منفک و به وزارت فرهنگ و ارشاد اسلامی ملحق شد. براساس بند ۳ مصوبه مزبور، کلیه اختیارات و مسئولیتهای وزیر و وزارت فرهنگ و آموزش عالی در رابطه با موضوع وظایف اجرایی سازمان میراث فرهنگی به وزیر و وزارت فرهنگ و ارشاد اسلامی انتقال می‌یابد.
در جلسه علنی ۲۳ دیماه سال ۸۲ مجلس شورای اسلامی، سازمانهای میراث فرهنگی کشور و ایرانگردی و جهانگردی از وزارت فرهنگ و ارشاد اسلامی جدا و از ادغام آن‌ها «سازمان میراث فرهنگی و گردشگری» با کلیه اختیارات زیر نظر رئیس‌جمهور فعالیت خود را آغاز می‌کند. با تصویب این قانون وظایف حاکمیتی سازمان ایرانگردی و جهانگردی به سازمان میراث فرهنگی و گردشگری منتقل و وظایف اجرایی و امور تصدی آن با همه امکانات، نیروی انسانی، اموال و داراییها، تعهدات و اعتبارات در قالب یک شرکت دولتی با عنوان شرکت توسعه ایرانگردی و جهانگردی به سازمان میراث فرهنگی و گردشگری وابسته شد.

### سازمان میراث فرهنگی، صنایع دستی و گردشگری (۱۳۸۵)
در تاریخ ۱۶ فروردین ۱۳۸۵ شورای عالی اداری کشور در یکصدمین جلسه خود، سازمان صنایع دستی کشور را از وزارت صنایع و معادن با کلیه اختیارات، تعهدات، امکانات، نیروی انسانی و غیره جدا و به سازمان میراث فرهنگی و گردشگری الحاق نمود تا این سازمان تحت عنوان «سازمان میراث فرهنگی، صنایع دستی و گردشگری» به فعالیت خود ادامه دهد.

### وزارت میراث‌فرهنگی، گردشگری و صنایع‌دستی (۱۳۹۸)
در تاریخ ۱۴ مرداد ۱۳۹۸، طرح مجلس شورای اسلامی مبتنی بر تبدیل سازمان میراث فرهنگی، صنایع دستی و گردشگری به وزارتخانه مورد تأیید شورای نگهبان قرار گرفت و رئیس‌جمهوری موظف شد ظرف مدت مشخصی وزیر میراث فرهنگی را به مجلس معرفی کند. تشکیل این وزارتخانه پایان حیات سازمان میراث فرهنگی و شروع دوره وزارت آن است.

## رؤسای سازمان
1. مهدی حجت: ۱۳۶۶ الی ۱۳۷۰
2. اکبر زرگر: ۱۳۷۱ الی ۱۳۷۳
3. سراج‌الدین کازرونی ۱۳۷۲ الی ۱۳۷۶
4. سید محمد بهشتی شیرازی: از سال ۱۳۷۶ تا ۱۳۸۳ اولین رئیس این سازمان بوده‌است.[۷]
5. حسین مرعشی: در سال ۱۳۸۳ و در اواخر دولت دوم خاتمی به عنوان ریاست میراث فرهنگی منصوب گردید. او با رئیس‌جمهور شدن احمدی‌نژاد، از این سمت برکنار شد. وی اولین عضو از کابینه بود که توسط احمدی‌نژاد از کار برکنار گردید.
6. اسفندیار رحیم مشایی: سومین رئیس این سازمان است که از طرف احمدی‌نژاد برای این پست منصوب شد. او در رشتهٔ مهندسی الکترونیک در دانشگاه صنعتی اصفهان تحصیل کرده‌است.
7. حمید بقایی: چهارمین رئیس این سازمان بود.[۸] که دارای مدرک تحصیلی در زمینهٔ آی تی می‌باشد.
8. روح‌الله احمدزاده: به مدت ۶ ماه در این سمت مشغول به کار شد و پس از استعفای ۲ یار دیرین خود در دانشکدهٔ خبر و استانداری فارس که به سمت‌های معاون گردشگری و سرمایه‌گذاری منصوب شده بودند خود او نیز به دلایل نامعلوم استعفا داد و در مراسم تودیع خود نیز شرکت نکرد.
9. سید حسن موسوی: معاون سرمایه‌گذاری اسبق سازمان (زمان ریاست مشایی) که تا ۱۱ آذر ۱۳۹۱ رئیس بود. وی در این تاریخ با حکم رئیس‌جمهور برکنار و به جای مشایی به سمت رئیس دفتر رئیس‌جمهور گماشته شد.
10. محمدشریف ملک‌زاده: مشاور رئیس‌جمهور و … از ۱۱ آذر ۱۳۹۱ تا روی کار آمدن دولت یازدهم در سال ۱۳۹۲
11. محمدعلی نجفی: معاون رئیس‌جمهور و رئیس سازمان میراث فرهنگی، صنایع دستی و گردشگری از ۲۶ مرداد ۱۳۹۲ تا ۱۰ بهمن ۱۳۹۲، نجفی پس از حدود ۶ ماه، ریاست سازمان میراث فرهنگی به دلیل بیماری قلبی از این سمت استعفا کرد و به عنوان مشاور رئیس‌جمهور و دبیر ستاد هماهنگی اقتصادی منصوب شد.
12. مسعود سلطانی‌فر: معاون رئیس‌جمهور و رئیس سازمان میراث فرهنگی، صنایع دستی و گردشگری از ۱۰ بهمن ۱۳۹۲ تا ۱۵ آبان ۱۳۹۵
13. زهرا احمدی‌پور: معاون رئیس‌جمهور و رئیس سازمان میراث فرهنگی، صنایع دستی و گردشگری از ۱۵ آبان ۱۳۹۵ تا ۲۲ مرداد ۱۳۹۶
14. علی‌اصغر مونسان: معاون رئیس‌جمهور و رئیس سازمان میراث فرهنگی، صنایع دستی و گردشگری از ۲۲ مرداد ۱۳۹۶ تا ۳۰ مرداد ۱۳۹۸ (در مرداد سال ۱۳۹۷ سازمان میراث فرهنگی با تصویب طرح مجلس دهم وزارتخانه شد و شورای نگهبان با تأسیس آن در ۱۴ مرداد ۱۳۹۸ موافقت کرد)

## سازمان‌های مردم‌نهاد مرتبط با میراث فرهنگی، گردشگری و صنایع‌دستی
سازمان میراث فرهنگی، صنایع دستی و گردشگری، تلاش نموده تا مجوزهایی برای فعالیت مردمی در زمینه‌های میراث فرهنگی، صنایع دستی و گردشگری، صادر نماید.
اما اکنون صدور مجوز به عهده وزارت کشور می‌باشد و سازمان میراث فرهنگی تنها استعلام تخصصی انجمن‌ها را تأیید می‌نماید.
این وظیفه به عهده دفتر امور مجامع و تشکل‌های مردم نهاد می‌باشد که در سال ۱۳۹۲ در این سازمان شکل گرفت.
در این دفتر کمیته ایی برای ارزیابی مدارک و فعالیت‌های تشکل‌ها مشتمل بر نمایندگانی از معاونت‌های تخصصی سازمان و امور حقوقی وجود دارد و استعلام تخصصی متقاضیان در این کمیته تأیید و طی نامه ایی به وزارت کشور اعلام می‌شود.
تا تاریخ ۱۲ شهریور ماه ۱۳۹۶ تعداد ۹۰۷ سازمان‌های مردم‌نهاد مرتبط با سازمان میراث فرهنگی شناسایی شده‌اند که دفتر امور مجامع و تشکل‌های مردم نهاد در راستای اهداف خود در حال ساماندهی آن‌ها می‌باشد و بدین منظور سامانه www.omtm.ir مخصوص تشکل‌های مردم نهاد مرتبط با سازمان از سال ۱۳۹۳۶ راه اندازی شده‌است. بنیادنیم‌روزخانه فرهنگ و هنر سیستانی‌ها یکی از تشکل‌های مردم نهاداست که درچندین استان ازجمله گلستان، سمنان، اصفهان، سیستان وبلوچستان، خراسان شمالی و… دفتر دارد وکارهای فاخر فرهنگی را سامان داده‌است. یکی دیگراز سازمان‌های مردم‌نهاد که از ۲۷ اسفند ۱۳۸۴ با مجوز سازمان میراث فرهنگی، صنایع دستی و گردشگری در زمینهٔ شاهنامه‌پژوهی در ایران فعالیت می‌نماید، بنیاد فردوسی است. پژوهشگاه سازمان میراث فرهنگی در پروندهٔ ثبت هنر نقالی در میراث معنوی ناملموس یونسکو از بنیاد فردوسی به عنوان پشتیبان اصلی، دعوت نموده‌است. پرونده «هنر نقالی» در ششمین اجلاس میراث معنوی ناملموس ۲۰۱۱ یونسکو به نام ایران به ثبت رسیده‌است.

## شورای عالی میراث فرهنگی و گردشگری
در تاریخ ۲۰ اردیبهشت ۱۳۹۴ چهار عضو حقیقی شورای عالی میراث فرهنگی و گردشگری با پیشنهاد رئیس سازمان میراث فرهنگی، صنایع دستی و گردشگری و حکم رئیس‌جمهور منصوب شدند.
در اجرای ماده ۳ قانون تشکیل سازمان میراث فرهنگی و گردشگری مصوب ۲۳ دی ماه ۱۳۸۲ مجلس شورای اسلامی و به پیشنهاد مسعود سلطانی‌فر، معاون رئیس‌جمهور و رئیس سازمان میراث فرهنگی، صنایع دستی و گردشگری و با حکم حسن روحانی، رئیس‌جمهوری، محمد علی نجفی، پیروز حناچی، ابراهیم بای سلامی و سید محمد بهشتی به عنوان چهار عضو حقیقی شورای عالی میراث فرهنگی و گردشگری منصوب شدند. در ماده ۳ قانون تشکیل سازمان میراث فرهنگی و گردشگری مصوب ۲۳ دی ماه ۱۳۸۲ آمده‌است: شورای عالی میراث فرهنگی و گردشگری به ریاست رئیس‌جمهور یا معاون اول رئیس‌جمهور و عضویت رئیس سازمان میراث فرهنگی و گردشگری و وزرای امور خارجه، مسکن و شهر سازی، راه و ترابری، کشور، فرهنگ و ارشاد اسلامی، علوم، تحقیقات و فناوری، امور اقتصادی و دارایی و آموزش و پرورش و رؤسای سازمان‌های مدیریت و برنامه‌ریزی کشور، صدا و سیمای جمهوری اسلامی ایران و حفاظت محیط زیست و چهار نفر کارشناس خبره با پیشنهاد رئیس سازمان میراث فرهنگی و گردشگری و حکم رئیس‌جمهور تشکیل می‌گردد.

## تشکیل وزارت میراث‌فرهنگی، گردشگری و صنایع‌دستی
جبار کوچکی نژاد (رئیس فراکسیون گردشگری، صنایع دستی و مناطق آزاد مجلس شورای اسلامی) در پست اینستاگرام خود پیامی به جهت تأیید طرح تشکیل وزارت میراث فرهنگی، گردشگری و صنایع دستی منتشر نمود و به فعالان این حوزه تبریک گفت.
«تأیید طرح تشکیل وزارتخانه میراث فرهنگی، گردشگری و صنایع دستی بعد از شش سال تلاش مداوم، خبر خوب این روزهای مجلس بود. چرا که از بین رفتن آثار تاریخی کشور در همه استان‌ها، عدم رسیدگی مناسب به فضاسازی‌های مناسب برای گردشگری و عدم ایجاد شرایط مناسب برای گذراندن اوقات فراغت مردم، تهدیدی جدی است آن هم برای کشوری که از لحاظ دارا بودن جاذبه‌های گردشگری، تاریخی و فرهنگی جز ده کشور اول دنیا می‌باشد. این اتفاق مبارک را به ملت شریف و تمام فعالان این حوزه تبریک عرض می‌نمایم و امیدواریم حالا که میراث فرهنگی، گردشگری و صنایع دستی به عنوان وزارتخانه به‌طور مستقیم پاسخگویی در مجلس خواهد داشت شاهد اتفاقات تأثیرگذاری در این حوزه باشیم.»